# Peltosaari (ö i Södra Österbotten)
Peltosaari är en ö i Finland. Den ligger i sjön Ähtärinjärvi och i kommunen Alajärvi i den ekonomiska regionen  Järviseutu ekonomiska region  och landskapet Södra Österbotten, i den centrala delen av landet, 300 km norr om huvudstaden Helsingfors. Öns area är 7,9 hektar och dess största längd är 0,6 kilometer i nord-sydlig riktning.